# Les Robots
Les Robots è il secondo EP del cantautore Sébastien Lefebvre, chitarrista dei Simple Plan, pubblicato l'8 marzo 2011.
Come i suoi precedenti lavori, anche in questo disco Sébastien ha scritto tutti i testi e le musiche e suonato tutti gli strumenti.

## Tracce
1. Fabrication – 1:17
2. Sending You A Letter – 3:30
3. Catch Me (feat. Katie Rox) – 3:11
4. Tu Me Manques – 2:37
5. The Last Time We Kiss – 3:06
6. Crossed Out – 3:38
7. Getting Stuck in My Head – 3:02